# Dewey (Oklahoma)
Dewey è un comune degli Stati Uniti d'America, situato in Oklahoma, nella contea di Washington.